# Trechus rubens
Trechus rubens (лат.) — вид жужелиц из подсемейства Trechinae. Голарктика.

## Описание
Жуки мелких размеров, длина которых 5,0—6,5 мм. Верхняя поверхность от темно-коричневой до коричневато-чёрной, надкрылья обычно немного светлее, а голова немного темнее. Переднеспинка и надкрылья радужные; лоб с двумя надглазничными щетинками с каждой стороны; лобные борозды заметно расходятся назад, циркулярно окружая глаза; мандибула с латеро-базальной щетинкой; вершинный максиллярный членик такой же длины, как и предпоследний членик; бока переднеспинки с длинной выемкой впереди заднего угла. Имаго встречаются на влажных участках, таких как берега луж, прудов, озёр, болот, медленных рек, ручьёв и придорожных канав. Этот вид ведёт сумеречный и ночной образ жизни и считается частым летуном, быстрым бегуном, активным и сильным копателем, роющим норы и хорошим пловцом (собирали, в том числе, около бобровых плотин). Исходный ареал включает Палеарктику (Европа, Азия). В последние годы отмечается в Северной Америке (Канада, США).